# نصيرة السلاوي
نصيرة السلوي بنت محمد الهيبة  هي ابنه أمير البراكنة. وإحدى زوجات السلطان العلوي المولى إسماعيل.

## سيرة
نصيرة هي ابنة أمير البراكنة محمد الهيبة ولد نغماش، تنتمي إلى قبيلة أولاد نغماش  وهي من فروع قبيلة المغافرة. وكثيرا ما يتم الخلط بين نصيرة وابنة عمها خناثة بنت بكار من قبيلة المغافرة. ومن هذا الالتباس يكمن عدم اليقين بشأن تاريخ زواج نصيرة، حيث تشير بعض المصادر إلى أنها تزوجت من إسماعيل بين 1678 و1679. ولكن حسب الرواية الإنجليزية، فنصيرة هي أميرة حسانية من البراكنة تزوجت من السلطان إسماعيل سنة 1690  بعد مبارزة انتصر فيها عليها  ؛ نال السلطان بعدها بيعة جميع قبائل القبلة والساحل الصحراوية. أثناء المبارزة، أجهدته في البداية، لكنها هزمها لاحقا.